# Botticino (vino)
Il Botticino è un vino DOC la cui produzione è consentita nella provincia 
di Brescia, principalmente nei Comuni di Botticino Sera, Botticino Mattina, San Gallo.

## Caratteristiche organolettiche
- colore: rubino carico con riflessi granati.
- odore: vinoso e intenso
- sapore: asciutto, armonico, giustamente tannico

## Produzione
Provincia, stagione, volume in ettolitri
- Brescia  (1990/91)  980,0
- Brescia  (1991/92)  646,0
- Brescia  (1992/93)  1323,0
- Brescia  (1993/94)  1062,0
- Brescia  (1994/95)  1061,62
- Brescia  (1995/96)  372,05
- Brescia  (1996/97)  999,6